# Hsieh Cheng-peng
Hsieh Cheng-peng (Taipei, 22 september 1991) is een Taiwanese tennisser.

## Palmares
| Legenda                       | Legenda               |
| ----------------------------- | --------------------- |
| Grand Slam                    |                       |
| Olympische Spelen             |                       |
| tot 2009                      | vanaf 2009            |
| Tennis Masters Cup            | ATP Finals            |
| ATP Masters Series            | ATP Tour Masters 1000 |
| ATP International Series Gold | ATP Tour 500          |
| ATP International Series      | ATP Tour 250          |

### Dubbelspel
| Nr.                              | Datum             | Toernooi  | Ondergrond    | Partner             | Tegenstanders in finale                     | Score               | Details |
| -------------------------------- | ----------------- | --------- | ------------- | ------------------- | ------------------------------------------- | ------------------- | ------- |
| Verloren finales herendubbel     |                   |           |               |                     |                                             |                     |         |
| 1.                               | 10 februari 2019  | ATP Sofia | Hardcourt (i) | Christopher Rungkat | Nikola Mektić Jürgen Melzer                 | 2-6, 6-4, [2-10]    | Details |
| Gewonnen challengers herendubbel |                   |           |               |                     |                                             |                     |         |
| 1.                               | 9 juni 2012       | Prostějov | Gravel        | Lee Hsin-han        | Colin Ebelthite John Peers                  | 7-5, 7-5            |         |
| 2.                               | 1 februari 2015   | Hongkong  | Hardcourt     | Yi Chu-huan         | Saketh Myneni Sanam Singh                   | 6-4, 6-2            |         |
| 3.                               | 27 september 2015 | Kaohsiung | Hardcourt     | Yang Tsung-hua      | Gong Maoxin Peng Hsien-yin                  | 6-2, 6-2            |         |
| 4.                               | 1 mei 2016        | Taipei    | Tapijt (i)    | Yang Tsung-hua      | Frederik Nielsen David O'Hare               | 7-6(6), 6-4         |         |
| 5.                               | 24 juli 2016      | Gimcheon  | Hardcourt     | Yang Tsung-hua      | Nicolás Barrientos Ruben Gonzales           | Walk-over           |         |
| 6.                               | 11 september 2016 | Shanghai  | Hardcourt     | Yi Chu-huan         | Gao Xin Li Zhe                              | 7-6(6), 5-7, [10-0] |         |
| 7.                               | 25 maart 2017     | Quanzhou  | Hardcourt     | Peng Hsien-yin      | Andre Begemann Aliaksandr Bury              | 3-6, 6-4, [10-7]    |         |
| 8.                               | 14 mei 2017       | Seoel     | Hardcourt     | Peng Hsien-yin      | Thomas Fabbiano Dudi Sela                   | 5-1 opgave          |         |
| 9.                               | 21 mei 2017       | Busan     | Hardcourt     | Peng Hsien-yin      | Sanchai Ratiwatana Sonchat Ratiwatana       | 7-5, 4-6, [10-8]    |         |
| 10.                              | 12 augustus 2017  | Jinan     | Hardcourt     | Peng Hsien-yin      | Sriram Balaji Vishnu Vardhan                | 4-6, 6-4, [10-4]    |         |
| 11.                              | 18 maart 2018     | Shenzhen  | Hardcourt     | Rameez Junaid       | Denis Moltsjanov Igor Zelenay               | 7-6(3), 6-3         |         |
| 12.                              | 20 mei 2018       | Busan     | Hardcourt     | Christopher Rungkat | Ruan Roelofse John-Patrick Smith            | 6-4, 6-3            |         |
| 13.                              | 12 augustus 2018  | Jinan     | Hardcourt     | Yang Tsung-hua      | Aleksandr Boeblik Alexander Pavljoetsjenkov | 6-4, 6-3            |         |
| 14.                              | 23 september 2018 | Kaohsiung | Hardcourt (i) | Yang Tsung-hua      | Hsu Yu-hsiou Jimmy Wang                     | 6-7(3), 6-2, [10-8] |         |
| 15.                              | 4 november 2018   | Shenzhen  | Hardcourt     | Christopher Rungkat | Jeevan Nedunchezhiyan Sriram Balaji         | 6-4, 6-2            |         |
| 16.                              | 12 januari 2019   | Đà Nẵng   | Hardcourt     | Christopher Rungkat | Leander Paes Miguel Ángel Reyes-Varela      | 6-3, 2-6, [11-9]    |         |
| 17.                              | 17 maart 2019     | Shenzhen  | Hardcourt     | Christopher Rungkat | Li Zhe Gonçalo Oliveira                     | 6-4, 3-6, [10-6]    |         |
| 18.                              | 12 mei 2019       | Busan     | Hardcourt     | Christopher Rungkat | Toshihide Matsui Vishnu Vardhan             | 7-6(7), 6-1         |         |
| 19.                              | 19 mei 2019       | Gwangju   | Hardcourt     | Christopher Rungkat | Nam Ji-sung Song Min-kyu                    | 6-3, 3-6, [10-6]    |         |
| 20.                              | 3 november 2019   | Shenzhen  | Hardcourt     | Yang Tsung-hua      | Michail Jelgin Ramkumar Ramanathan          | 6-2, 7-5            |         |

## Prestatietabel grandslamtoernooien
| Legenda | Legenda                          |
| ------- | -------------------------------- |
| g.t.    | geen toernooi gehouden           |
| l.c.    | lagere categorie                 |
| –       | niet deelgenomen                 |
| G       | uitgeschakeld in de groepsfase   |
| 1R      | uitgeschakeld in de eerste ronde |
| 2R      | uitgeschakeld in de tweede ronde |
| 3R      | uitgeschakeld in de derde ronde  |
| 4R      | uitgeschakeld in de vierde ronde |
| KF      | uitgeschakeld in de kwartfinale  |
| HF      | uitgeschakeld in de halve finale |
| F       | de finale verloren               |
| W       | het toernooi gewonnen            |
| w-v     | winst/verlies-balans             |

### Dubbelspel
| Grandslamtoernooien  |      |      |      |    |
| Australian Open      | 1R   | 1R   | –    | 1R |
| Roland Garros        | –    | –    | 2R   |    |
| Wimbledon            | –    | 1R   | 1R   |    |
| US Open              | –    | –    | 1R   |    |
| ATP Finals           |      |      |      |    |
| ATP Finals           | –    | –    | –    |    |
| ATP Masters 1000     |      |      |      |    |
| Indian Wells         | –    | –    | –    |    |
| Miami                | –    | –    | –    |    |
| Monte Carlo          | –    | –    | –    |    |
| Madrid               | –    | –    | –    |    |
| Rome                 | –    | –    | –    |    |
| Montreal/Toronto     | –    | –    | –    |    |
| Cincinnati           | –    | –    | –    |    |
| Shanghai             | –    | –    | –    |    |
| Parijs               | –    | –    | –    |    |
| Olympische Spelen    |      |      |      |    |
| Olympische Spelen    | g.t. | g.t. | g.t. |    |
| statistieken         |      |      |      |    |
| totaal aantal titels | 0    | 0    | 0    | 0  |
| eindejaarsranking    | 142  | 115  | 72   |    |